# Lanistes graueri
Lanistes graueri е вид коремоного от семейство Ampullariidae.

## Разпространение
Видът е разпространен в Бурунди и Демократична република Конго.